# Posorites turneri
Posorites turneri är en snäckart som först beskrevs av John F. Shirley 1921.  Posorites turneri ingår i släktet Posorites och familjen Camaenidae. IUCN kategoriserar arten globalt som nära hotad. Inga underarter finns listade i Catalogue of Life.